# رالف ماكسويل
رالف ماكسويل (بالإنجليزية: Ralph Maxwell)‏ هو سياسي نيوزلندي، ولد في 20 مارس 1934، وتوفي في 28 مارس 2012. حزبياً، نشط في حزب العمال النيوزيلندي. وقد انتخب عضو مجلس النواب النيوزيلندي.